# Evidențiator

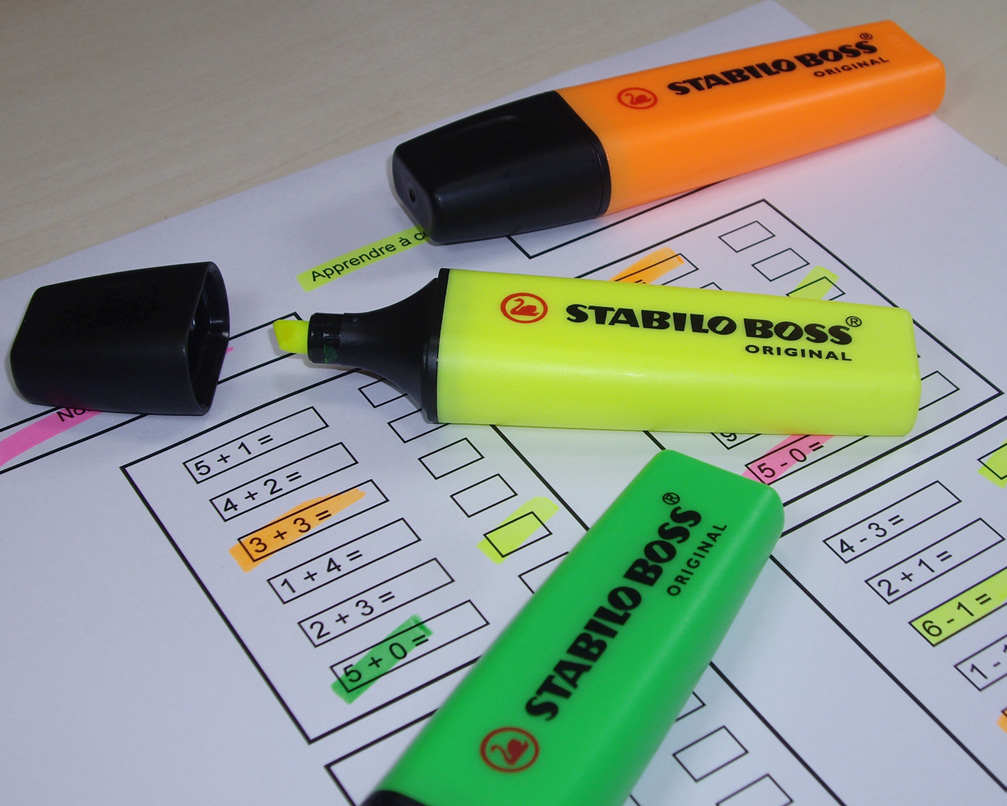
Evidențiatoare de diferite culori

Evidențiatorul, de asemenea numit marker (din engleză „marker”) este un instrument de scris, folosit în special pentru sublinierea de pasaje în texte tipărite. Vârfurile evidențiatoarelor sunt făcute dintr-un material poros. Pasta folosită este colorată și fluorescentă, permițând citirea textului peste care a fost aplicat.

## Istorie
Un evidențiator este un tip de cariocă umplută cu pastă fluorescentă în loc de cerneală opacă. Primul evidențiator a fost inventat de Dr. Frank Honn în anul 1962 

## Scenarii de utilizare
Evidențiatoarele sunt adesea folosite în medii școlare atât cât în medii corporative. Sunt utilizate preponderent în sublinierea și emfaza fragmentelor de text.

## Etimologie
Cuvântul „evidențiator” provine din verbul „a evidenția”. Anglicismul „marker” provine din cuvântul englezesc cu aceeași ortografie, care înseamnă cariocă.